# Messiah (мини-альбом)
Messiah — мини-альбом индастриал-метал группы Godflesh, издан в 2003 году.

## Об альбоме
Первоначально композиции для этого EP были записаны ещё в 1994 году, в период записи альбома Selfless. Альбом «Messiah» тогда был выпущен 5 декабря 2000 года на собственном лейбле Джастина Бродрика, Avalanche Recordings. EP вышел ограниченным тиражом тиражом в 1000 экземпляров и предназначался только для членов фан-клуба группы. Альбом был заново переиздан Бродриком в 2003 году, уже после распада группы Godflesh. Переиздание альбома выключало в себя, наряду с существующими треками, четыре ремикса, которые были созданы в 1995 году.

## Список композий
| №  | Название                | Длительность |
| -- | ----------------------- | ------------ |
| 1. | «Messiah»               | 6:29         |
| 2. | «Wilderness of Mirrors» | 5:56         |
| 3. | «Sungod»                | 6:23         |
| 4. | «Scapegoat»             | 3:54         |

| №  | Название                      | Длительность |
| -- | ----------------------------- | ------------ |
| 5. | «Messiah» (Dub)               | 6:35         |
| 6. | «Wilderness of Mirrors» (Dub) | 6:08         |
| 7. | «Sungod» (Dub)                | 6:28         |
| 8. | «Scapegoat» (Dub)             | 8:53         |

## Участники записи
- Бен Грин (G.C. Green) — бас-гитара
- Джастин Броудерик (J. K. Broadrick) — электрогитара, вокал, синтезатор, программирование, сэмплинг